# عقدة هدبية
العقدة الهدبية (بالإنجليزية:  Ciliary ganglion)‏ هي جزء من الجهاز العصبي الذاتي عند الإنسان، وهي إحدى العقد اللاودية الأربعة في الرأس والرقبة. (العقد الأخرى هي: العقدة الأذنية وعقدة تحت الفك والعقدة الجناحية الحنكية)
توجد هذه العقدة خلف محجر العين، قطرها 1-2 ملم، وتحتوي تقريبا على 2500 عصبون. المحاور العصبية قبل العقدة القادمة من النواة الإضافية لمحرك العين (نواة إدينغر ويستفال) تمتد مع العصب المحرك للعين لتكوّن تشابكات عصبية مع هذه الخلايا. المحاور العصبية بعد العقدة ترتبط بالأعصاب الهدبية القصيرة لتعصب عضلتي العين وهما:
- عضلة مصرة القزحية والتي تؤثر في الحدقة، فتقصلها يسبب تقبض الحدقة أما ارتخاؤها فيؤدي لتوسع الحدقة.
- العضلة الهدبية والتي بتقلصها تشد ألياف زين مما تجعل عدسة العين محدبة. هذه العملية تدعى تكيف العين.

## معرض صور

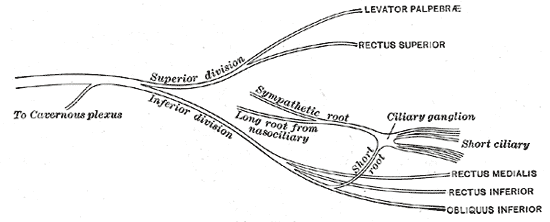
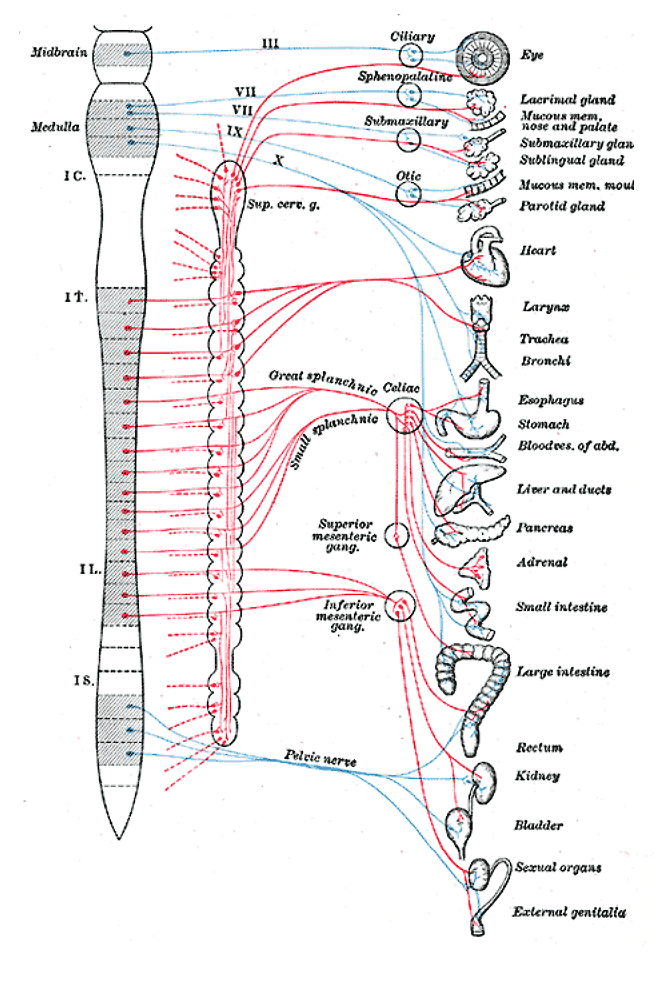
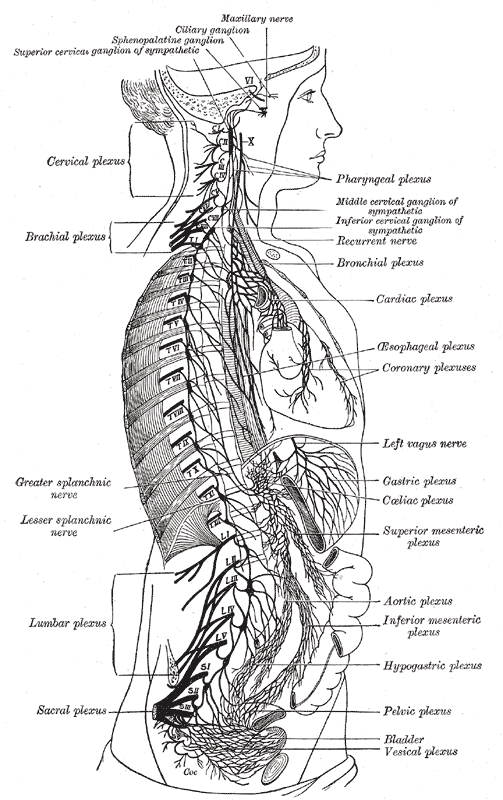